# Kramat (Kramat)
Kramat is een bestuurslaag in het regentschap Tegal van de provincie Midden-Java, Indonesië. Kramat telt 5968 inwoners (volkstelling 2010).